# Payin' the Dues
Payin' the Dues è il secondo album in studio del gruppo musicale rock svedese The Hellacopters, pubblicato nel 1997.

## Tracce
1. You Are Nothin' – 2:38
2. Like No Other Man – 3:14
3. Looking at Me – 2:04
4. Riot on the Rocks – 1:23
5. Hey! – 3:20
6. Soulseller – 3:12
7. Where the Action Is – 2:40
8. Twist Action – 2:03
9. Colapso Nervioso – 4:03
10. Psyched Out and Furious – 4:14

## Formazione
- Nicke Andersson - voce, batteria, chitarra, percussioni
- Dregen - chitarra, percussioni, cori
- Anders Lindström - Fender Rhodes, chitarra
- Kenny Håkansson - basso
- Robert Eriksson - batteria
- Peter Criss - armonica